# 毛利嘉孝
毛利 嘉孝（もうり よしたか、1963年3月21日 - ）は、日本の社会学者。専攻は、社会学・文化研究・メディア論。東京芸術大学大学院国際芸術創造研究科教授。東京在住。

## 経歴
長崎県生まれ。京都大学経済学部卒業後、広告代理店（I&S）に勤務。その後、ロンドン大学ゴールドスミス・カレッジに留学。ポール・ギルロイらの指導を受ける。
九州大学大学院比較社会文化研究院助手、助教授などを経て、2005年より東京芸術大学音楽学部音楽環境創造科助教授、2007年より東京芸術大学大学院音楽研究科（音楽文化学芸術環境創造研究分野）准教授。
2016年より東京芸術大学大学院国際芸術創造研究科（アートプロデュース専攻）教授。
その他、NPO法人アート・インスチチュート北九州理事。東京大学、早稲田大学、慶應義塾大学、立教大学兼任講師など。
現在は、カルチュラル・スタディーズの他、音楽や美術などの現代文化、メディア・社会運動を中心として、社会科学と人文科学を範囲に、研究・批評・実践活動を行っている。

## 東浩紀との論争
アジア太平洋資料センター（PARC）の雑誌『オルタ』2007年7月号に、「エセの人間工学に抗して、より正しい人間工学を～下北沢の再開発計画と『東京から考える』をめぐって～ 」と題する文章を寄稿。東浩紀と北田暁大の共著『東京から考える』（NHK出版、2007年1月）を取り上げ、東のいうジャスコ化（都市がバリアフリーやセキュリティを追求するための低コスト型の処方箋）を批判、「人間工学的に正しい」「だれにでもやさしい公共空間」という「エセの科学、エセの理念」には問題があり、「表面的に耳障りのいいこうした語は、けれどもそもそも都市空間がもっている政治的・経済的・社会的な不均衡を覆い隠している。空間は決して中立なものではなく、一定の権力関係の下で生産されたものなのである」と批判した。
対して東浩紀は毛利の『ストリートの思想』と三浦展を取り上げて「三浦さんと毛利さんはまったく違ったタイプの書き手ですが、共通して、空調が効いたショッピングモールを批判し、猥雑な商店街あるいはストリートこそが本当の公共圏だと主張」しているが、「軽薄な消費者(=資本主義)」と「まじめな市民(=共同体主義)」という構図は限界であり、「思えばショッピングモールというのは、人々が政治も文化も宗教も共有しないまま、互いに調和的にふるまい、なにかを共有しているかのような気になれる空間」と現代消費社会肯定論を展開している。

## 学歴
- 京都大学経済学部卒業（1986年）
- ロンドン大学ゴールドスミス・カレッジ MA（1996年、Media and Communications）、PhD（2000年、Sociology）

## 職歴
- 1998年 九州大学大学院比較社会文化研究科助手
- 1999年 - 2004年 九州大学大学院比較文化学府／研究院助教授
- 2002年 - 2003年 ロンドン大学ゴールドスミス・カレッジ客員研究員
- 2003年 - 2004年東京大学社会情報研究所助教授（併任）
- 2005年- 東京芸術大学音楽学部音楽環境創造科助教授
- 2007年- 東京芸術大学大学院音楽研究科准教授
- 2016年- 東京芸術大学大学院国際芸術創造研究科教授（現職）

## 著作

### 単著
- 『文化=政治――グローバリゼーション時代の空間叛乱』（月曜社, 2003年）
- 『ポピュラー音楽と資本主義』（せりか書房, 2007年、増補・2012年）
- 『はじめてのDiY――何でもお金で買えると思うなよ!』（ブルース・インターアクションズ, 2008年）
- 『ストリートの思想――転換期としての1990年代』（日本放送出版協会 NHKブックス, 2009年、増補・ちくま文庫, 2024年）
- 『バンクシー：アート・テロリスト』（光文社新書, 2019年）

### 共著
- （上野俊哉）『カルチュラル・スタディーズ入門』（ちくま新書 2000年）
- （上野俊哉）『実践カルチュラル・スタディーズ』（ちくま新書 2002年）
- （仲正昌樹・清家竜介・藤本一勇・北田暁大）『現代思想入門――グローバル時代の「思想地図」はこうなっている!』（PHP研究所, 2007年）

### 編著
- 『日式韓流――『冬のソナタ』と日韓大衆文化の現在』（せりか書房, 2004年）
- 『アフターミュージッキング――実践する音楽』（東京藝術大学出版会, 2017年）

### 共編著
- （小林直毅）『テレビはどう見られてきたのか――テレビ・オーディエンスのいる風景』（せりか書房, 2003年）
- （伊藤守）『アフター・テレビジョン・スタディーズ』（せりか書房, 2014年）

### 訳書
- ピーター・ワード『キッチュ・シンクロニシティ――20世紀消費社会における悪趣味文化の変遷』（アスペクト, 1998年）
- グレアム・ターナー『カルチュラル・スタディーズ入門』（溝上由紀ほか共訳, 作品社, 1999年）
- ジェイムズ・クリフォード『ルーツ――20世紀後期の旅と翻訳』（有元健ほか共訳, 月曜社, 2002年）
- ジャウディン・サルダーほか『〔INTRODUCING〕カルチュラル・スタディーズ』（小野俊彦共訳, 作品社 2002年）
- ポール・ギルロイ『ブラック・アトランティック――近代性と二重意識』（鈴木慎一郎共訳 月曜社 2006年）
- スティーヴ・ライト『BANKSY'S BRISTOL: HOME SWEET HOME』（小倉利丸, 鈴木沓子共訳, 作品社, 2012年）
- パトリック・ポッター『BANKSY YOU ARE AN ACCEPTABLE LEVEL OF THREAT』（鈴木沓子共訳, パルコ出版, 2013年）
- レイ・モック『バンクシー・イン・ニューヨーク』（鈴木沓子共訳, パルコ出版, 2016年）
- ゼイナップ・トゥフェックチ―『ツイッターと催涙ガス ネット時代の政治運動における強さと脆さ (ele-king books)』（監修、中林敦子訳, Pヴァイン, 2018年）

## 連載
- フジテレビ公式ホームページ内デジタルマガジン「少年タケシ」『はじめてのDiY』（2006年〜）